# 신예현
신예현(한국어: 신야현, 중국어: 新野县, 병음: Xīnyě Xiàn)은 중화인민공화국 허난성 난양 시의 현급 행정구역이다. 넓이는 1056km2이고, 인구는 2007년 기준으로 770,000명이다.

## 지리
서쪽으로 덩저우 시, 동쪽으로 탕허 현과 접하며 남쪽으로 후베이성 샹판과 접한다. 얼롄하오터-광저우 고속도로가 현의 최북단 와이쯔 진(歪子镇)을 통과한다. 난양 공항과 샹판 공항 모두 신예에서 약 60km 떨어져 있다.
연평균 기온은 15.1°C이고 연평균 강수량은 802.9mm이다.

## 행정 구역
2개 가도, 8개 진, 5개 향을 관할한다.
- 가도: 汉华街道, 汉城街道.
- 진: 王庄镇, 沙堰镇, 新甸铺镇, 五星镇, 施庵镇, 歪子镇, 溧河铺镇, 王集镇.
- 향: 城郊乡, 前高庙乡, 樊集乡, 上庄乡, 上港乡.